# Tornasol
El tornasol es una sustancia coloreada natural que se obtiene a partir de ciertos líquenes tras oxidación en medio alcalino. Es uno de los más conocidos indicadores de pH. Habitualmente se suministra  en una solución o pintura violeta conocida como tintura de tornasol, o impregnada en papel, que recibe el nombre de papel indicador de tornasol. Su intervalo de viraje es de rojo anaranjado a pH ácido, inferior a 4,5, a azul  en medio básico, a pH superior a 8,5. por lo que a veces suele emplearse tornasol al que se le ha añadido ácido clorhídrico para identificar bases. Su uso ha decaído en los últimos años del siglo XX debido a la perfección del indicador universal y de la fenolftaleína. Estas propiedades indicadoras del tornasol se conocen desde antiguo, aproximadamente desde el siglo XIV, habiendo sido utilizado por el médico y alquimista Arnau de Villanova.

## Obtención
La palabra "tornasol" proviene de "litmus", antigua palabra nórdica que significa "musgo usado para colorear", ya que el pigmento se obtenía de los  líquenes Roccella phycopsis, Lecanora tartarea, los cuales han sido utilizados para teñir telas por varios siglos. En realidad existen de diez a quince especies de liquen de los que se puede extraer el pigmento del tornasol. Tradicionalmente se obtenía de la  Roccella tinctoria (endémica de Sudamérica), mediante extracción lenta con agua por contacto prolongado con dicho disolvente (maceración). Desde el siglo XVIII, la extracción del pigmento se realiza en medio alcalino (amoniaco o carbonato amónico) en presencia de oxidantes suaves, lo que acelera el proceso. Además de las especies de liquen indicadas anteriormente, el pigmento del tornasol se puede extraer de Roccella fuciformis (Angola y Madagascar), Roccella pygmaea (Argelia),  Variolaria dealbata, Ochrolechia parella. Las fuentes principales en la actualidad son Roccella montagnei (Mozambique) y Dendrographa leucophoea (California).
El tornasol obtenido es en realidad una mezcla de unos diez colorantes, o más. La tintura de tornasol que se comercializa, tiene el número CAS 1393-92-6.  Es probable que los componentes químicos del tornasol sean los mismos que los del tinte conocido como orceína u orcina, que también se extrae de los líquenes, pero en proporciones diferentes. A diferencia de la orceína, el componente principal del tornasol tiene una masa molecular promedio de 3300. Los indicadores ácido-base del tornasol deben sus propiedades a un cromóforo 7-hidroxifenoxazona.

## Suministro
El tornasol se suministra comúnmente en forma de una solución (llamada tintura) muy concentrada o impregnado en tiras de papel indicadoras. En raras ocasiones se utiliza puro, en forma de polvo violeta altamente colorante. Debido a la poca diferencia de color entre el tornasol neutro y el tornasol en contacto con una base, puede encontrarse con un añadido de un 1% de ácido clorhídrico o sulfúrico diluidos. En tal caso, su color es rojo y oscurece inmediatamente a violeta con un líquido básico.

## Aplicaciones
El papel tornasol se utiliza principalmente como indicador de pH, tanto en disolución, como impregnado en tiras de papel, ya que se vuelve rojo en condiciones ácidas y azul en condiciones básicas o alcalinas. El cambio de color se produce en un intervalo de pH de 4,5 a 8,3 aproximadamente mientras que  a pH próximo a 7 es violeta. El papel tornasol húmedo también se puede utilizar para comprobar la presencia  en el aire de ciertos gases solubles en agua que tienen propiedades ácidas o básicas; el gas se disuelve en el agua que impregna el papel y este cambia de color. Por ejemplo, el gas amoniaco, que es alcalino, tiñe de azul el papel tornasol rojo.
Algunas reacciones químicas distintas de las ácido-base también pueden provocar un cambio de color en el papel tornasol. Por ejemplo, el gas cloro u otras sustancias oxidantes, decoloran el papel impregnado de tornasol azul. El proceso es irreversible, por lo que el tornasol no puede emplearse como indicador redox.  
En la Edad Media el tornasol se utilizó como pigmento en la preparación de tintas coloreadas para escritura sobre pergamino. También se utilizó en lavandería, como sustituto del añil, para dar luminosidad a la ropa blanca. Como pigmento para pintura, se puede utilizar en disolución acuosa con goma arábiga u otros aglutinantes utilizados en la pintura a la acuarela, siendo bastante resistente a la decoloración luminosa.